# Винсент ван Гог
 Винсент Вилем ван Гог (на нидерландски: Vincent van Gogh, 1853 – 1890) е нидерландски художник, смятан от мнозина за един от най-великите художници в историята на европейското изкуство. Той е един от най-видните представители на постимпресионизма. През последните 10 години от своя живот развива цялата си художническа дейност – автор е на около 900 картини и 1100 рисунки. Самоубива се на 37 години, като се предполага, че е имал психически проблеми. Приживе остава непризнат, но посмъртно славата му се разнася, най-вече след като на 17 март 1901 г. в Париж, Франция са изложени 71 от неговите произведения. През 1973 г. в Холандия е открит музей, посветен изцяло на неговото изкуство и който разполага с най-богатата колекция от негови картини.
Ван Гог е подписвал само картините, които считал достатъчно завършени за да бъдат предложени на купувач, като е изписвал малкото си име „Винсент“.
Една от най-известните му творби е „Слънчогледите“ (1888, Арл).

## Биография

### Младост
Винсент ван Гог е вторият син на пастора от нидерландската реформирана църква Теодорус ван Гог (1822 – 1885) и дъщерята на книговезец Анна Корнелия Карбентус (1819 – 1907). Първото дете в семейството се ражда мъртво и носи същото име Винсент. Майката така и не успява да приеме втория си син с очакваната любов както първородния. Винсент има двама братя и три сестри: Ана Корнелия, Теодорус (Тео), Елизабет Хуберта, Вилхелмина Якоба и Корнелиус Винсент ван Гог. От 1861 г. до 1864 г. посещава селското училище в Цундерт и после се премества в интерната на Ян Провили в Цевенберген, където учи основно френски, английски и немски, и прави първите си опити в рисуването. През 1866 – 68 г. е ученик в интерната в Тилбург.
През 1869 г. Ван Гог започва обучение в хагския филиал на парижката фирма за търговия с произведения на изкуството Goupil & Cie, в която чичо му Сент е съсобственик. Той живее под наем в Хага и поддържа интензивни отношения с роднините на баща си. Тъй като ръководителят на филиала е много доволен от ученика си, Ван Гог е преместен през 1873 г. с отлични препоръки в по-големия лондонски филиал. След едно посещение при родителите си, междувременно преместили се в Хелворт, Северен Брабант, той заминава за Париж. Поразен е от колекциите картини на Лувъра и от видяното по други изложби. Връща се в Лондон и наема стая в квартал Брикстън в един пансион. Хазяйка му е южнофранцузойката Урсула Лойер, която живее с дъщеря си Йожени и поддържа една ранна форма на детска градина. През свободното си време той посещава музеите в града и изучава картините на Томас Гейнсбъроу (Thomas Gainsborough, 1727 – 1788), Джошуа Рейнолдс (Sir Joshua Reynolds, 1723 г. – 1792 г.), Джон Констабъл (John Constable, 1776 – 1837) и Джоузеф Търнър (Joseph Mallord William Turner, 1775 – 1851). Под тяхно влияние Ван Гог прави поредица от рисунки с градски мотиви.
През лятото на 1874 г. прекарва кратка отпуска при родителите си, на които за пръв път прави впечатление промяната в характера на сина им. Веселата и оптимистична настройка към живота е отстъпила на едно сериозно и вглъбено състояние. Ван Гог разказва на родителите си за нещастното си влюбване в дъщерята на хазяйката си. Връща се в Лондон със сестра си Ана, която иска да си търси работа там. Те сменят квартирата, но настроението на Ван Гог не се подобрява. Той започва да се занимава интензивно с Библията и издейства през октомври 1874 г. да бъде преместен в парижкия филиал на Goupil & Cie. Тъй като преместването не донася промяна, в края на годината той пътува още веднъж до Лондон, а през май 1875 г. се установява окончателно в главната квартира на фирмата. Тук пред клиентите и колегите си прави крайно лошо впечатление с радикалните си виждания за изкуството, които са със силен религиозен оттенък.
В началото на 1876 г. се сменя собственикът на фирмата. Основните виждания за изкуството на новите собственици и тези на Ван Гог се оказват несъвместими и той напуска през април 1876 г. Още веднъж се връща в Англия. В частното училище на пастор Стоукс в Рамсгейт, а по-късно в Айлуърт, той получава място като помощник-учител по френски, немски и аритметика срещу безплатна храна и нощувка, но без заплата. Едно зле платено място намира при методисткия свещеник Джоунс като учител и помощник-проповедник. Неговата първа проповед, държана с изключително въодушевление през ноември 1876 г., бележи неговото безкомпромисно обръщане към евангелието. Същевременно се засилва и интересът му към рисуването. След коледната отпуска при родителите му, междувременно преместили се в Етен, те успяват да го склонят да не се връща повече в Англия.
Следва едно тримесечно пребиваване в Дордрехт, където Ван Гог работи като помощник в една книжарница. През пролетта на 1877 г., след уговорка с родителите си, той заминава за Амстердам, за да се подготви за приемните изпити в теологическия факултет. Живее при чичо си Йоханес и се обучава по латински, гръцки и теология. Тъй като уроците са му много трудни и той е на мнение, че много от теологичните формалности при разпространяването на християнската вяра сред хората са излишни, спира усилията си да следва теология. Вместо това през юли 1878 г. пътува до Брюксел и посещава тримесечен семинар за непрофесионални проповедници, но на заключителния изпит е определен като неподходящ. От декември 1878 г. живее в Боринаж, южнобелгийска област за добив на каменни въглища, където хората живеят в крайна нищета. В началото се установява в Патюраж дьо Мон, по-късно живее във Вамс и Кюсмес. Помага на болни и чете на миньорите от Библията. Тъй като е на мнение, че няма право да живее при по-добри условия от тези на неговите довереници, раздава всичко, което има на нуждаещите се, и до юли 1880 г. живее в страхотна мизерия. Появяват се много рисунки на миньори и на обстановката, в която работят. Макар брат му Теодорус, междувременно преуспяващ търговец на картини в Париж, да не е съгласен с начина му на живот, от лятото на 1880 г. започва да му изпраща пари да живее. През есента на 1880 г. Винсент ван Гог решава окончателно, че ще стане художник.

### Нидерландия
През октомври Ван Гог започва половингодишно обучение по анатомични рисунки и перспективно рисуване в брюкселската Академия за изящни изкуства. През април 1881 г. се връща при родителите си в Етен. През лятната ваканция ги посещава братовчедка му Кий Фос. Плануваното от седмици посещение приключва внезапно и Кий отпътува със сина си за Амстердам, тъй като Ван Гог се влюбва в нея и се стига до опити за сближаване от негова страна, на които тя не отвръща. За да избяга от упреците на семейството си, той посещава чичо си – художника Антон Мауве (1838 – 1888) в Хага и го моли да го подпомогне в усилията му да стане художник. Той го посвещава в техниката на акварела и му подарява необходимите материали. Обратно в Етен възникват поредица акварели, рисунки и първи маслени платна. Той пътува декември 1881 г. до Амстердам в напразен опит да срещне братовчедка си повторно. От януари 1882 г. е вече в Хага и се обучава интензивно при чичо си Мауве. Обучението прекъсва рязко през март, тъй като Мауве, по стара традиция, настоява Ван Гог да тренира способностите си с рисунки на гипсови модели, последният обаче е на мнение, че единствено рисуване сред природата и на живи модели може да го обогати.
Чичо му Корнелис Маринус ван Гог – търговец на произведения на изкуството, поръчва при него 12 изгледа от Хага с перо и туш за магазина си. Ван Гог се запознава с проститутката Класина Мария Хоорник, наричана от него Сиен, с която живее повече от година и през това време тя му позира многократно. През лятото се връща в ателието на Мауве. Занимава се с техниката на маслената живопис и с проблеми на теорията на цветовете. Палитрата му през целия му нидерландски период е с тъмни, землисти цветове.
За да се посвети изцяло на живописта, се разделя със Сиен, основната роля за което изиграва едно посещение на брат му Теодорус, и се премества в севернонидерландската провинция Дренте, в торфеното селище Хогевен. Самотната шир го потиска и очарова същевременно.
Смазан от самотата, той се връща през декември при родителите си в Нюнен, където остава до ноември 1885 г. През това време рисува почти 200 картини. Ван Гог наема ателие до къщата на баща си, където изпълнява и поръчката на един златар – Чарлс Херманс от Айндховен, който поискал да украси трапезарията си с шест картини. От октомври 1884 г. има и няколко художници аматьори от Айндховен като ученици. Една афера със съседката му Маргот Бегеман приключва след опит за самоубийство от страна на младата жена. Мъката навлиза на 26 март 1885 г. трайно в къщата на семейство Ван Гог със смъртта на бащата и смазва художника психически.
През април в лицето на „Селяни, ядещи картофи“ се появява неговият шедьовър от нидерландския период. Във витрината на търговеца на бои г-н Льор от Хага са изложени за пръв път творби на Ван Гог. През ноември 1885 г. се мести в Антверпен, където участва в приемните изпити в училището по изящни изкуства (École des Beaux-Arts). Тъй като междувременно парижкият художествен живот е забелязал Ван Гог, той решава да взема уроци в парижкото ателие на Фернан Кормон и напуска Антверпен преди обявяването през март 1886 г. на резултатите от изпитите – отрицателни за него. Никога повече не се връща в Белгия и Нидерландия.

### Париж
Чак след пристигането си уведомява брат си Теодорус за намерението си да се установи в Париж и той го приема в и без това тясното си жилище. По това време Теодорус е ръководител на една от галериите на фирмата Boussod & Valadon, наследницата на фирмата Goupil & Cie. Без да се бави, Ван Гог започва обучението си в ателието на Кормон, където се запознава с колегите си Анри дьо Тулуз-Лотрек (Henri Marie Raymond de Toulouse-Lautrec, 1864 – 1901) и Емил Бернар (Emile Bernard, 1868 – 1941). Чрез брат си влиза в контакт с импресионизма и с най-важните му представители: Пиер-Огюст Реноар (Pierre-Auguste Renoir, 1841 – 1919), Камий Писаро (Jacob Camille Pissarro, 1830 – 1903), Едгар Дега (Edgar Degas, 1834 – 1917), Пол Синяк (Paul Signac, 1863 – 1935), Алфред Сисле (Alfred Sisley, 1839 – 1899), Клод Моне (Claude Monet, 1840 – 1926) и Жорж Сьора (Georges Seurat, 1859 – 1891). Впоследствие пътищата на тези художници се разделят и като „чисти“ импресионисти остават от тази група само Писаро и Моне.
Под тяхно влияние неговата землисто-тъмна палитра изсветлява и става по-слънчева. През следващите две години той рисува повече от 200 картини с мотиви от градския живот в Париж, Сена и околностите. Освен това рисува и множество автопортрети, даващи храна на поколения психиатри за изключително разнообразни анализи, отчасти откровено безсмислени.
Централно място за срещи на импресионистите, освен магазинчето на търговеца на художествени материали Жулиен Танги, е Кафе дьо Тамборин на булевард дьо Клиши, с чиято собственичка Агостина Сегатори Ван Гог има афера и на която прави портрет. Заедно с колеги той излага трайно работите си в кафенето. Единият от художниците е Пол Гоген (Paul Gauguin, 1848 – 1903), който преди това е живял в Понт Авен. Гоген, който е със същия тип тежък и несговорчив характер като Ван Гог, отхвърля импресионизма като творческа заблуда, но хвали произведенията на Ван Гог като „честно и истинско изкуство“ и предрича, че „светът ще говори за неговите картини“.
Различаващите се художествени мнения водят до разгорещени дебати до късно през нощта. Ван Гог експериментира с нови живописни техники. Така възникват няколко живописни платна в стил поантилизъм, подиграни от Гоген като „наукоподобно цапотене“, но и определени от Ван Гог като грешен път за него. По-обещаващи се оказват опитите за „японизиране“ – картини по японски дърворезби. Особено впечатлен е от картините на Кацушика Хокусай (Katsushika Hokusai, 1760 – 1849). От Танги получава през пролетта на 1887 г. две поръчки за портрети, така че парижкото пребиваване би могло да се определи като щастливо и плодотворно, ако някои проблеми от съвместното съществуване на двамата братя не помрачаваха картината. През юни 1886 г. двамата се изнасят от тясното жилище и се нанасят на ул. Лепик 54, където има стая за ателие. Ван Гог упреква брат си в недостатъчни усилия при продажбата на картините му. Със сигурност безпочвен упрек, тъй като вкусовете на парижката публика са против неговото изкуство, а и против изкуството на повечето импресионисти. Това е една от причините, които го карат да напусне Париж през февруари 1888 г. в посока Прованс. Влияние оказва и Гоген, който мечтае на глас за преместване в така наречения рай на Тихия океан и философства за лечебната сила на слънцето. Допълнителна причина е очарованието, което оказва върху Ван Гог японското изкуство. Светлите, цветни дърворезби го карат да търси „японски“ пейзажи и в неговите представи те са някъде на юг.

### Арл
Заминавайки на юг, неговата междинна цел е старият римски град Арл, който обаче не го посреща с жегата на юга, а със сняг и студ. Аналогично на една зимна японска дърворезба от Фуджияма, той създава картини с различни изгледи от Арл. Противно на първоначалното му намерение да пътува до Марсилия, през пролетта на 1888 г. той се подготвя за по-дълъг престой в Арл. Със затоплянето расте ентусиазмът му от светлината на юга и той се впуска с безпримерен хъс в работата, осъществявана благодарение на постоянната помощ на Теодорус. Това е най-плодотворният му период, в който рисува най-известните си картини днес. Така през април той рисува серията си от цъфнали дървета, които и днес ни поразяват с интензивността на светлината и цветовете си. В памет на починалия в Нидерландия негов учител А. Мове, той надписва една от тези картини със Souvenir de Mauve („Спомен за Мове“).
Макар че изпраща многобройни картини на брат си в Париж, мястото за съхранение на картини в неговата стая скоро също свършва. През май наема дясното крило с четири допълнителни помещения на така наречената „Жълта къща“ – заради цвета, с който я боядисва отвън и която е отразена в няколко картини. Липсват му пари за мебели и така помещенията остават до септември като складове за картини.
Пътувания в околностите на Арл го водят и до мястото за поклонение Сен-Мари-де-ла-Мер, където се появяват скиците за неговите лодки на брега на Сен-Мари, които използва за рисуваните в ателието картини. Междувременно е осъществил близък контакт с някои от жителите на градчето, които с удоволствие му стават модели. Така възникват майсторските му творби „Зуавът“, „Арлезианката: Мадам Жино“ и „Пощальонът Рулен“ (портрет на Рулен (Joseph Roulin)). През август рисува серията слънчогледи, които чрез аукционите в края на двадесети век влизат в историята.
В края на юли умира чичо му Винсент в Нидерландия и оставя на брат му Теодорус една значителна сума от състоянието си, придобито чрез търговия с предмети на изкуството, като изрично игнорира Винсент ван Гог. Теодорус въпреки това му превежда една също значителна сума от това наследство, която му дава възможност през септември да мебелира къщата си. Така на преден план отново излиза мечтата му да основе със своите приятели-колеги от Париж една колония на художниците – „Ателие на Юга“. Откликът сред приятелите му в Париж е слаб и това го хвърля в депресия. Единствен Гоген, който отново е без средства в Понт-Авен, се съгласява след доста забавяне и то при условие ако Тео поеме пътните разноски. Картините на Ван Гог от септември са различни – появяват се в силно въздействащи цветове нощни изгледи от терасата на кафенето на площада в Арл в Тераса на нощно кафене, Нощно кафене и „Звездна нощ над Рона“. Както и автопортрет, който е посветен на пристигането на Гоген, както и на всички импресионисти, тези „жертви на обществото“ и въздейства с хладните си цветове като на човек, лишен от живец.
В жълтата къща Ван Гог трескаво се подготвя за пристигането на Гоген. Боядисва отново предвидената за него стая и закача картините си със слънчогледи, за да създаде хармонична атмосфера. Но скоро след пристигането на Гоген се оказва, че противоположните им виждания както по въпросите на изкуството, така и за междуличностните отношения, са несъвместими. Двата месеца, които прекарват заедно, са изпълнени с разгорещени дискусии, спорове и горчилка. Разривът настъпва на 23 декември, когато след един яростен нощен спор Гоген излиза от къщата със заплахата да напусне следващия ден Арл. Ван Гог го проследява. Много по-късно Гоген ще твърди, че Ван Гог го е заплашвал с бръснач, но на следващия ден с нито дума не споменава това произшествие. Ван Гог се прибира и в пристъп на автоагресия реже (вероятно малко парче) от ухото си. Тоталното отстраняване на ушната мида, пропагандирано в по-старата литература, е малко вероятно, тъй като този богато кръвоснабден участък на главата би предизвикал в такъв случай загуба на кръв, която неминуемо би довела до смърт. Парчето, вероятно от долната част на ухото, той занася на Рашел – проститутка, при която ходи редовно в местния бордей. Тя уведомява полицията, която намира Ван Гог кървящ и в безсъзнание в леглото си. Настаняват го в местната болница. Теодорус, уведомен за случилото се от Гоген, преди отпътуването на последния от Арл, пристига веднага при брат си. Лекуващият лекар обяснява, че освен нараняванията, Ван Гог получава и многобройни пристъпи с неизяснен произход, но че състоянието му се подобрява.
Тъй като, както за вида на самонараняването на Ван Гог, така и за заболяването му няма достоверни съвременни данни, отдавна се спекулира с различни теории и тези. Ван Гог говори в някои от писмата си за епилепсия, но и постоянното пиене на абсент може да е изиграло роля за появата на някои симптоми.
Той е лекуван неколкократно до окончателното си отпътуване от Арл през 1888 г. и състоянието му видимо се подобрява. Поводът да напусне Арл е петиция от местни граждани до кмета на града, в която се настоява да бъде интерниран заради случилото се през декември, както и за „потайното“ му държание в болницата. Макар че приятелите му са на негова страна, той напуска дълбоко унизен и по препоръка на лекаря си се установява в наблизо намиращия се приют за душевно болни Сен-пол-дьо-Музол в Сен-Реми-дьо-Прованс.

### Сен Реми
Малкото селище Сен Реми е на няколко километра от Арл, на половината път до Авиньон. В манастир от XII век е установена клиника, в която се лекуват според тогавашните разбирания душевно болни. Когато Ван Гог се нанася като пациент на 8 май 1889 г., д-р Пейрон (Théophile Peyron) диагностицира при първия си преглед остра форма на епилепсия.
Ван Гог си устройва в една от стаите ателие и рисува градината във вътрешния двор на клиниката през прозореца. Тези му занимания видимо подобряват състоянието му. В началото с придружител, Жорж Пуле, на Ван Гог е разрешено да напуска клиниката, за да рисува красивия пейзаж в околностите. През това време създава картини с поля в наситени жълти цветове, маслинени дървета, ириси и кипариси. Прекъсван единствено от слаби пристъпи и частична загуба на паметта, той работи неуморно при почти пълна липса на контакти с хора извън клиниката.
През юни рисува главното си произведение от този период – „Звездна нощ“, за което ще стане дума още веднъж по-долу.
През фаза на тежко психично разстройство, той се нагълтва с разредител и с бои от тубите. Този припадък с ужасни халюцинации и последвалата тежка депресия правят за следващите шест седмици всякаква работа извън клиниката немислима. След като симптомите затихват, Ван Гог се страхува от самотата при работа на открито и повече не напуска района на клиниката. Той бяга от депримиращите ѝ покои, като копира свои предишни произведения и рисува поредица от шест автопортрета – важен източник за тогавашното му душевно състояние, анализирано многократно впоследствие от психоаналитици и психиатри.
Д-р Анри Гасто анализира диагнозите на около 150 лекари през годините и стига до заключението, че през последните години от живота си Ван Гог е страдал от епилепсия на темпоралния дял, ускорена от пиенето на абсент, при наличието на по-ранно лимбично увреждане. Следващите месеци – до май 1890 г. – създава поредица картини с религиозна тематика, както и копия по картини и рисунки на Рембранд (Rembrandt Harmenszoon van Rijn, 1606 – 1669), Дьолакроа (Ferdinand-Victor-Eugène Delacroix, 1798 – 1863) и Жан-Франсоа Миле (Jean-François Millet, 1814 – 1875). През февруари 1890 г. Ван Гог научава за първата обстойна статия, посветена на него и изкуството му в реномираното списание за изкуство Mercure de France. Художественият критик Орие публикува в януарския брой похвална статия със заглавие „Изолираният, Винсент ван Гог“. Същевременно получава вестта за продажбата на неговата картина „Червеното лозе“ на художничката Анна Бох в Брюксел. На шестия Салон на независимите (Salon des Independants) в Париж е представен с 10 платна, които се обсъждат с подчертано добронамерен интерес. И точно в този момент Ван Гог получава изключително тежък пристъп, продължил до април същата година.
Приятели на Теодорус му препоръчват лекаря и ценител на изкуството д-р Пол Гаше в Овер сюр Оаз, в близост до Париж. Лекарят е съгласен да се грижи за Ван Гог, който след отшумяването на последиците от последния си пристъп, е твърдо решен да напусне Сен-пол-дьо-Музол. През Париж Ван Гог пътува през месец май 1890 г. за Овер сюр Оаз.

### Последни месеци
В Париж Ван Гог се запознава със снаха си Йоханна, омъжена през април 1889 г. за Теодорус и с племенника си Винсент Вилем. Прекарват няколко дни в хармония, посещават художници и приятели, както и няколко изложби. След три дни обаче Ван Гог е уморен от прекалено хаотичния и напрегнат живот в Париж и отпътува за Овер-сюр-Оаз и там наема стая в странноприемницата Раву. Уговорено е, че популярният сред художниците д-р Гаше ще се грижи за него.
Малкото село в покрайнините на Париж му дава необходимото спокойствие, за да се върне към творческите си начинания. Веднага след пристигането си той се залавя за работа с неподозирана интензивност: докато в Сен-Реми за една година картините са 140, то през по-следващите 3 месеца те са повече от 80! Рисува изгледи от селото, църквата и портрети на жителите. Бързо се сприятелява с д-р Гаше и децата му Маргарит и Пол. Проникновените портрети на лекаря са измежду главните му произведения от този период. Извън тези приятелства той се чувства чужд в Овер. Не се среща почти с никого. И все пак това са най-щастливите му седмици през последните години. За това допринасят вероятно растящата му популярност и растящото признание в художествените среди. Тук в Овер той започва да мисли за постоянно жилище и за нов вариант на Жълтата къща. Пристъпите му са изчезнали и д-р Гаше е убеден, че ще го излекува напълно.
На 6 юли посещава брат си в Париж. Идва във възможно най-неподходящото време. Има различия между Теодорус и собствениците на магазина, племенникът му Винсент Вилем е тежко болен, а жилището на брат му, донякъде и поради натрупалите се непродадени картини на художника, за пореден път е станало тясно. След една кавга Ван Гог прекъсва посещението си и се връща депресиран в Овер. Оптимистичната радост от живота отново отстъпва на депресията в писмата и картините му. Смяната на настроенията и фазите на дълбока тъга зачестяват (впрочем Ван Гог често повтаря на английски, че тъгата е по-добра от радостта: Sorrow is better than joy). Наред с ведри картини като „Кметството в Овер“ от 14 юли 1890 г., се зареждат картини с все по-тъмни дъждовни облаци като „Житна нива под бурно небе“ и „Събирач на сено в дъждовен ден“. И въпреки това като че ли няма признаци за наближаващата катастрофа. В последното си писмо до Теодорус от 23 юли той моли да му изпратят бои и платно.
Вечерта на 27 юли се прибира и хазяите му забелязват, че видимо страда от силни болки, затова викат д-р Гаше и още един лекар. Те бързо установяват, че в гърдите на Ван Гог е заседнал куршум, който е невъзможно да бъде отстранен. След като почистват раната, лекарите ограничават усилията си до облекчаване на болките. Писмо от д-р Гаше е изпратено по куриер и Теодорус пристига веднага на смъртния одър на брат си. Двамата братя прекарват деня в спомени за общите години в Нидерландия. В ранните часове на 29 юли 1890 г. Винсент ван Гог умира с думите Иска ми се да мога да умра така. Погребват го в гробищата на Овер в присъствието на приятели и колеги. Ковчегът е отрупан с далии и обичните слънчогледи. Надгробното слово държи д-р Гаше.
Теодорус ван Гог надживява брат си само с шест месеца и почива в Утрехт на 25 януари 1891 г. През 1914 г. тленните му останки са преместени в Овер до гроба на брат му.
Извън поредицата спекулации за непосредствения повод за самоубийството на Ван Гог, най-вероятната причина е страхът от невъзможността да продължи да работи. След женитбата на Теодорус и раждането на детето, Ван Гог се е опасявал от това да не създава материални затруднения на брат си. Теодорус го подпомага през изминалите 10 години с безброй доставки на материали и превеждане на пари, което в крайна сметка прави възможно изобщо интензивното му занимание с живопис. Изместването на приоритетите в живота на Теодорус към новото му семейство, според Ван Гог, би могло да затрудни художническите му занимания или даже да ги спре изцяло. За всичко, направено от брат му за него като художник, към тогавашния момент не е имало реалистични изгледи да бъде компенсирано чрез продажбата на картините му.
Душевните му терзания заради трайния търговски неуспех на картините му е честа тема в писмата му. Понякога се надява, че картините му могат да придобият по-висока стойност след смъртта му, както при един от неговите кумири – Жан-Франсоа Миле. Това наистина се случва – но едва през следващия XX век.

## Успех приживе
През март 1882 г. получава първата си поръчка от чичо си – серия от 12 изгледа от Хага (виж по-горе), като един от тях е продаден със сигурност. Ван Гог пише в едно писмо: „...И ето го, идва К. М. и поръчва 12 малки рисунки с перо и туш, изгледи от Хага, по един имперски талер единия – цената определена от мен, тъй като видя няколко, които бяха готови...“. За златаря Чарлс Херманс от Айндховен рисува през 1884 г. вече споменатите шест картини, за които Ван Гог потвърждава в едно от писмата, че е получил пари. Пейзажът „Червеното лозе“, рисуван през 1888 г. в Арл и изложен през 1890 г. на една изложба в Брюксел, е купен от А. Блох. От служебната кореспонденция на магазина, чийто управител е Теодорус ван Гог, става ясно, че един автопортрет на Винсент ван Гог е продаден в Англия. На няколко места се срещат и указания за продажбата на една картина, наречена „Селски път с кипариси“.

## Картини
Типично за късните му картини е пастьозното нанасяне на боите и спонтанният му дуктус, ярките цветове и цветовата символика. Ван Гог принадлежи към първите художници, които целенасочено използват комплементарния контраст на цветовете, както в „Лодки от Сен Мер“. Що се отнася до формите, от които се изграждат картините му, едно актуално проучване, публикувано в Nature News от 7 юли 2006 г., стига до заключението, че неговите картини съдържат образци от светло и тъмно, следващи плътно основната математическа структура на турбулентния поток. Примери в това направление са „Звездна нощ“ (1889), „Път с кипариси и звезда“ (1890) и „Житна нива с гарвани“.
Биографичните обстоятелства и закъснялата посмъртна слава на Ван Гог благоприятстват фабрикуването на фалшификати, което с течение на времето добива осезаеми измерения. Посяването на съмнения, когато неговите картини се търгуват за милионни суми, въвлича в конфликт твърде разнородни интереси. Историята на фалшификатите се развива и усложнява от самото начало на ХХ в.,  като музеят „Ван Гог“ се е сдобил с правото на арбитър, което упражнява консервативно. За автентични понастоящем се считат близо 2200 творби, и само за около 5% от тях се допуска известно съмнение.

## Памет
На Винсент ван Гог е наречена улица в квартал „Кръстова вада“ в София (Карта); също в Париж, 12-и арондисман.

## Филми
- Lust for Life – САЩ – 1956, с режисьор Винсънт Минели, с Кърк Дъглас и Антъни Куин, по романа на Ървинг Стоун, Куин получава „Оскар“ за второстепенна роля.
- Vincent and Theo – САЩ – 1990, с режисьор Робърт Олтмън, с Тим Рот и Пол Рейс.
- Van Gogh – Франция – 1991, режисьор Морис Пиала – „Сезар“ за главна мъжка роля на Jacques Dutronc. Номинация за Златна палма в Кан
- State of the Artist – САЩ – 2001, режисьор Едуард Шърман
- Loving Vincent 2017